# Paulinerkirche (Leipzig)
La Paulinerkirche era una església a l'Augustusplatz de Leipzig. Va ser construïda el 1231 com a Klosterkirche St. Pauli per al monestir dominicà de Leipzig. Des de la fundació de la Universitat de Leipzig el 1409, va servir com a església de la universitat. Després de la Reforma protestant va ser donada a la universitat i va ser inaugurada el 1545 per Martí Luter com a Universitätskirche St. Pauli (Església de la Universitat de Sant Pau), més tard també anomenada Unikirche.
Johann Sebastian Bach va ser-ne director de música per a serveis festius entre 1723 i 1725.
L'església va sobreviure a la guerra pràcticament indemne, però es va dinamitar el 1968 durant el règim comunista de l'Alemanya de l'Est, juntament amb el sí danyat Augusteum.
Després de la reunificació d'Alemanya, es va decidir la construcció d'una nova església universitària en forma de l'antiga església. Un nou edifici d'estil contemporani, el Paulinum (formalment: Aula und Universitätskirche St. Pauli, és a dir Saló de reunions i església de la Universitat de Sant Pau), va ser construït al lloc original a partir del 2007.

## Història

### Abadia Dominicana
L'any 1229, els frares de l'orde dominic es van establir a Leipzig i van començar a construir la Paulinerkirche l'any 1231 com a església abacial, dins de les muralles de la ciutat prop de la porta Grimmaisches Tor. Va ser construïda a la manera típica d'una església d’orde mendicant del segle XIII, amb un cor i una nau amb dues naus al Langhaus. L'església va ser consagrada l'any 1240 per l'arquebisbe Wilbrand de Magdeburg a Sant Pau. L'església formava part d'un conjunt més gran d'edificis medievals que formaven conjuntament el monestir dominic de Leipzig.

### Església Universitària

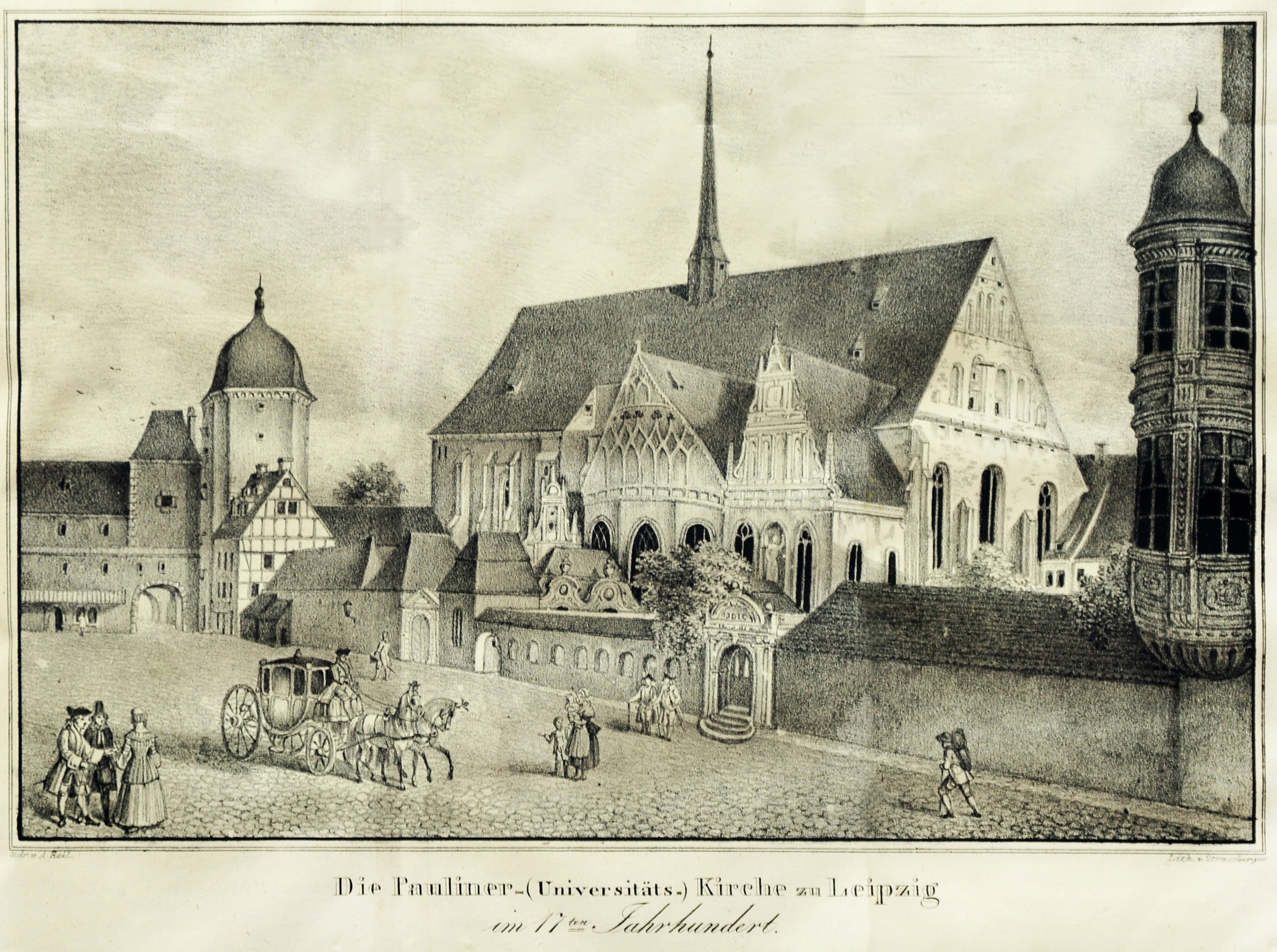
La Paulinerkirche al, litografia d'Ernst Wilhelm Straßberger, ca. 1839

Des de la fundació de la Universitat de Leipzig el 1409, l'església va estar estretament relacionada amb la universitat. Una tradició de Universitätsgottesdienst (servei universitari) va començar llavors, amb predicadors nomenats per la universitat des de 1419. L'altar del segle xv es troba ara a l'església de Thomas. Diversos professors de la universitat i els seus familiars van ser enterrats a l'església, commemorats en epitafis de valor artístic, persones com Johann Christoph Marci (Dret), Christian Friedrich Franckenstein (historiador) i Benedikt Carpzov (1595-1666, Dret), els quals L'epitafi es va restaurar el 2011. Johann Tetzel, un predicador dominicà famós per vendre indulgències, va ser enterrat el 1519.
Després de la Reforma protestant, l'orde es va dissoldre i el 22 d'abril de 1544 Moritz von Sachsen va signar la donació de l'antic monestir (és a dir, l'església i els edificis del monestir adjunt) a la universitat. La Paulinerkirche va ser inaugurada com a església universitària protestant per Martí Luter el 12 d'agost de 1545.
L'església va ser utilitzada per a oficis i, des del 1543 fins al 1768, també com a Aula, auditori per a funcions acadèmiques. Samuel Rüling va ser director musical a Leipzig, també per a la Paulinerkirche, de 1610 a 1612, quan es va traslladar a la Kreuzkirche de Dresden. Werner Fabricius va ser el primer Director musices Paulini (director de música de Sant Pau) entre 1656 i 1679. El van succeir Johann Schelle (1679–1701) i Johann Kuhnau (1701–1722). Un orgue al mur occidental es va escoltar per primera vegada el 2 de novembre de 1679. El 1717 el nou orgue de Johann Scheibe va ser inspeccionat per Johann Sebastian Bach en la seva funció de consultor d'orgues. Johann Gottlieb Görner va ser l'organista des de 1717. El seu comentari va ser: «nicht gnugsam rühmen und loben können, sonderlich deren Raren Register» ('no va poder elogiar prou, especialment les seves parades inusuals').
Quan Bach va ser cantor a Leipzig des de 1723, també va fer oficis de festa (vacances) a la Paulinerkirche el 1723-25, mentre que Görner era director dels serveis regulars dels diumenges. Bach possiblement va interpretar una nova cantata ja per a Pentecosta, Wer mich liebet, der wird mein Wort halten, BWV 59, el 16 de maig de 1723, abans de començar el seu mandat com a cantor a l'església de Thomas i a la Nikolaikirche dues setmanes més tard, diumenge després de la Trinitat. El 17 d'octubre de 1727 Bach va interpretar l'oda fúnebre Laß, Fürstin, laß noch einen Strahl, BWV 198, sol·licitada per la universitat per commemorar la mort de Christiane Eberhardine, l'esposa d'August II de Polònia. Bach va interpretar el seu motet Der Geist hilft unser Schwachheit auf, BWV 226, primer el 21 d'octubre de 1729 en un servei commemoratiu per Johann Heinrich Ernesti (1652-1729), rector de la Thomasschule. Probablement el 1733, Bach va interpretar les seves cantates Laßt uns sorgen, laßt uns wachen, BWV 213 (Hèrcules a la cruïlla), per l'aniversari de l'hereu al tron de l'elector, i Tönet, ihr Pauken! Erschallet, Trompeten! BWV 214, per l'aniversari de la reina, una cantata que va utilitzar com a model per a parts del seu Oratori de Nadal, és a dir, el cor inicial. Probablement l'any 1735 Bach va interpretar la cantata d'homenatge Die Freude reget sich, BWV 36b, a Johann Florens Rivinius en el seu nomenament al rectorat de la universitat l'octubre de 1735.

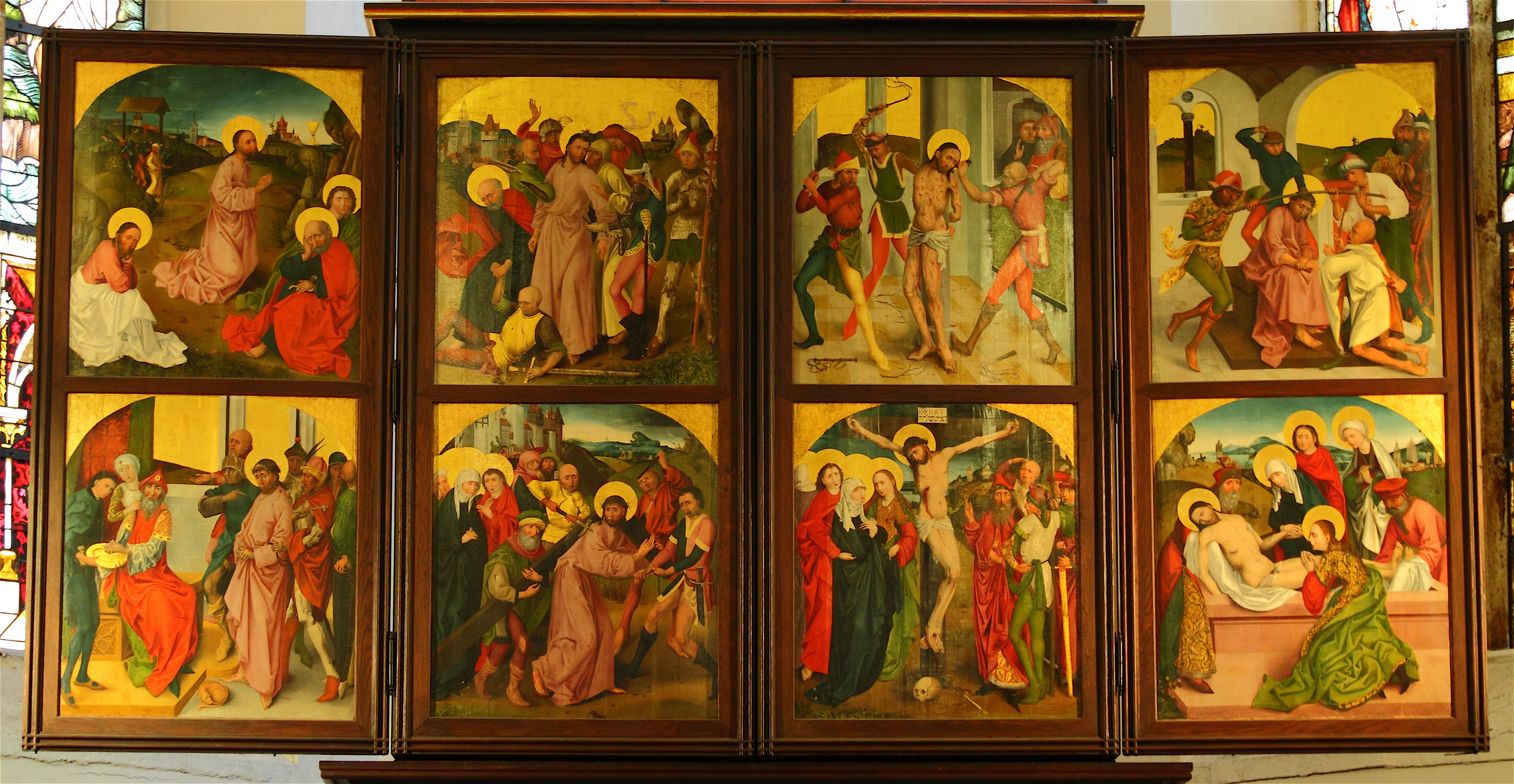
Paulineraltar, la part posterior

El 1778 Johann Adam Hiller va ser nomenat director musical i va servir fins al 1785.

## Segle XIX
Durant la batalla de Leipzig el 1813, l'església va servir com a campament d'ostatges i hospital militar. Al segle xix la majoria dels edificis restants del monestir van ser enderrocats i substituïts per l'Augusteum, construït entre 1831 i 1836. L'església s'havia enfrontat originàriament a les muralles de la ciutat, que van ser enderrocades el 1785. L'església donava a la nova plaça representativa, més tard anomenada Augustusplatz. Per això Albert Geutebrück va erigir el 1836 una façana neoclàssica, substituïda per una façana neogòtica d’Arwed Roßbach el 1897.
Felix Mendelssohn va dirigir el seu oratori sobre el sant patró de l'església, Paulus, en la primera representació a Leipzig el 16 de març de 1837. El funeral del compositor es va celebrar a l'església el 7 de novembre de 1847. El 1907 Max Reger va ser nomenat director musical de la universitat.

## Destrucció el 1968

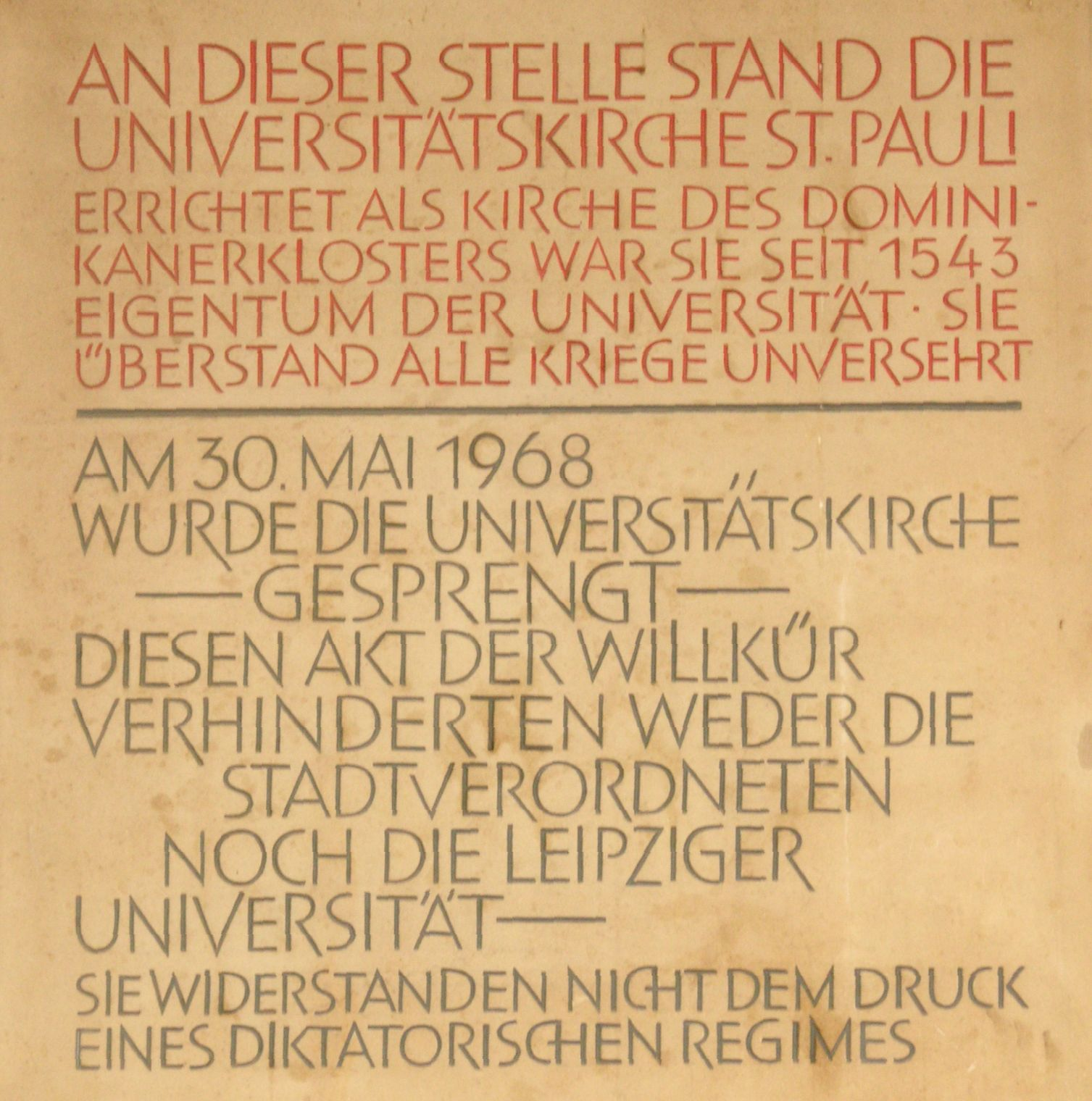
Placa al lloc de l'església, que assenyala la seva destrucció

L'església va sobreviure a la guerra pràcticament il·lesa, a diferència de l’Augusteum al costat. El 4 d'abril de 1968 la Leipziger Universitätschor va interpretar la Passió per Sant Mateu de Bach, dirigida per Hans-Joachim Rotzsch.
El 30 de maig de 1968, sota el règim comunista, i després d'una decisió de l'administració de la ciutat dirigida pel SED i de l'administració universitària, es va dinamitar la Paulinerkirche per donar pas a una reurbanització de la universitat, que finalment es va dur a terme entre 1973 i 1978. Els manifestants contra l'explotació van ser detinguts.
Una placa al lloc va ser descoberta 25 anys després, el 30 de maig de 1993. Una escultura de marc en A en les dimensions i a la ubicació de l'antiga façana de la Augustusplatz era un memorial.
El Paulineraltar, l'altar gòtic, va ser rescatat i instal·lat temporalment a la Thomaskirche. Es va traslladar a la nova església (vegeu més avall) l'any 2014.

## Debat sobre la reconstrucció
Des dels anys 90 s'havia parlat de la reconstrucció de l'església. Entre les persones que reclamaven una reconstrucció hi havia el biòleg guanyador del Premi Nobel Günter Blobel, que va argumentar:
| « | Això és molt més que una església: aquest és un santuari de la història cultural alemanya, connectat amb els noms més importants de la història cultural alemanya. | » |

### Nova església universitària

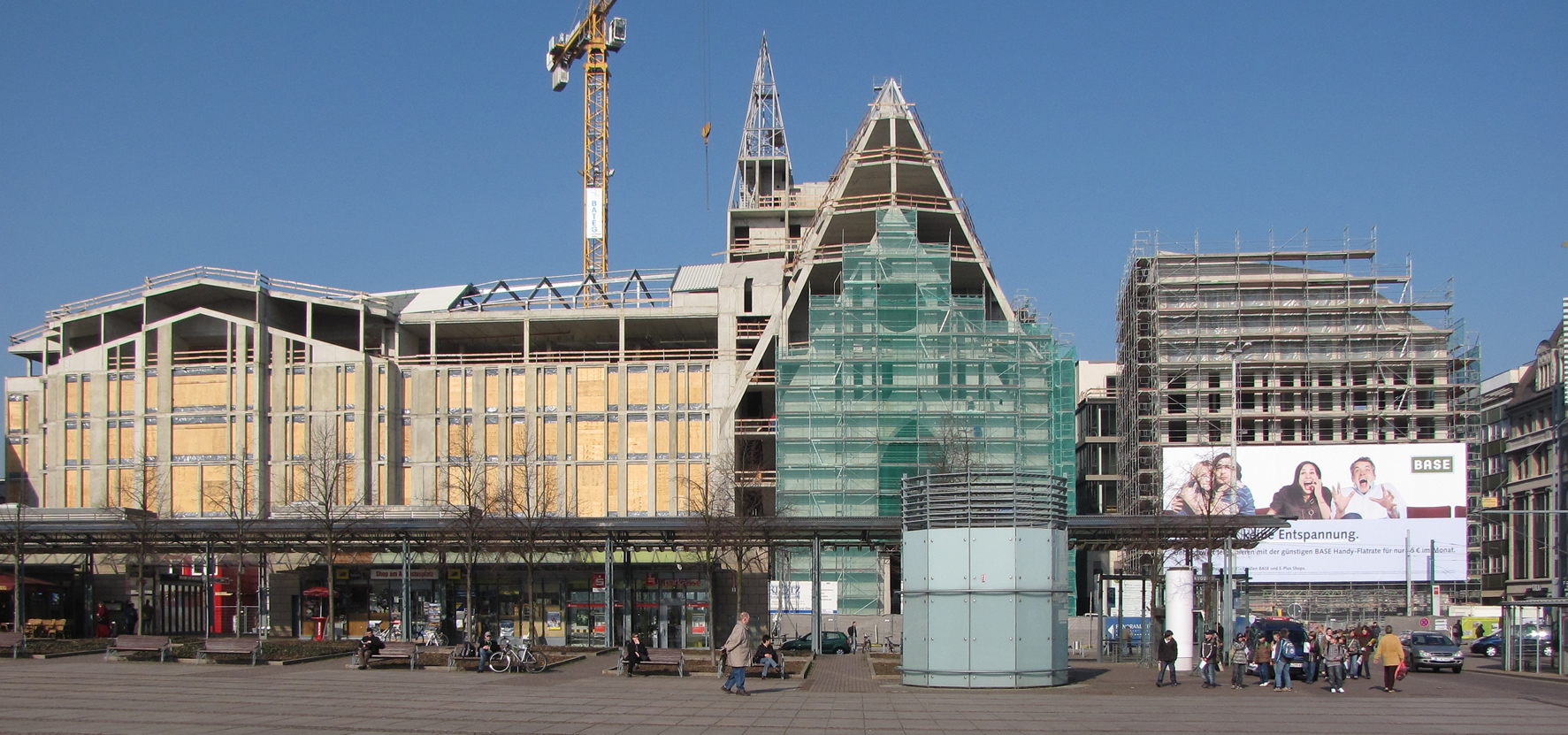
Construcció del nou Paulinum, 2009

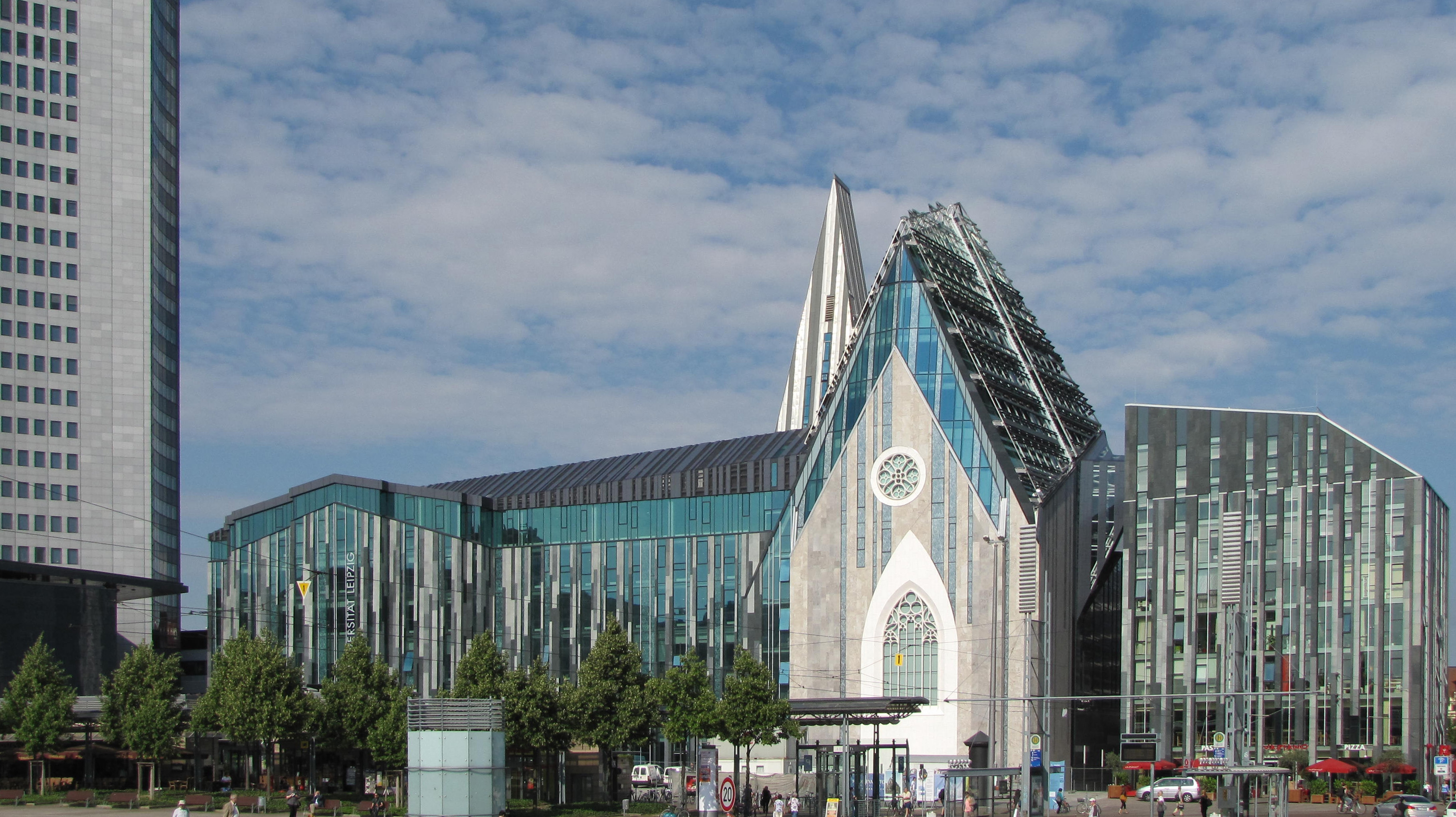
Paulinum el 2012

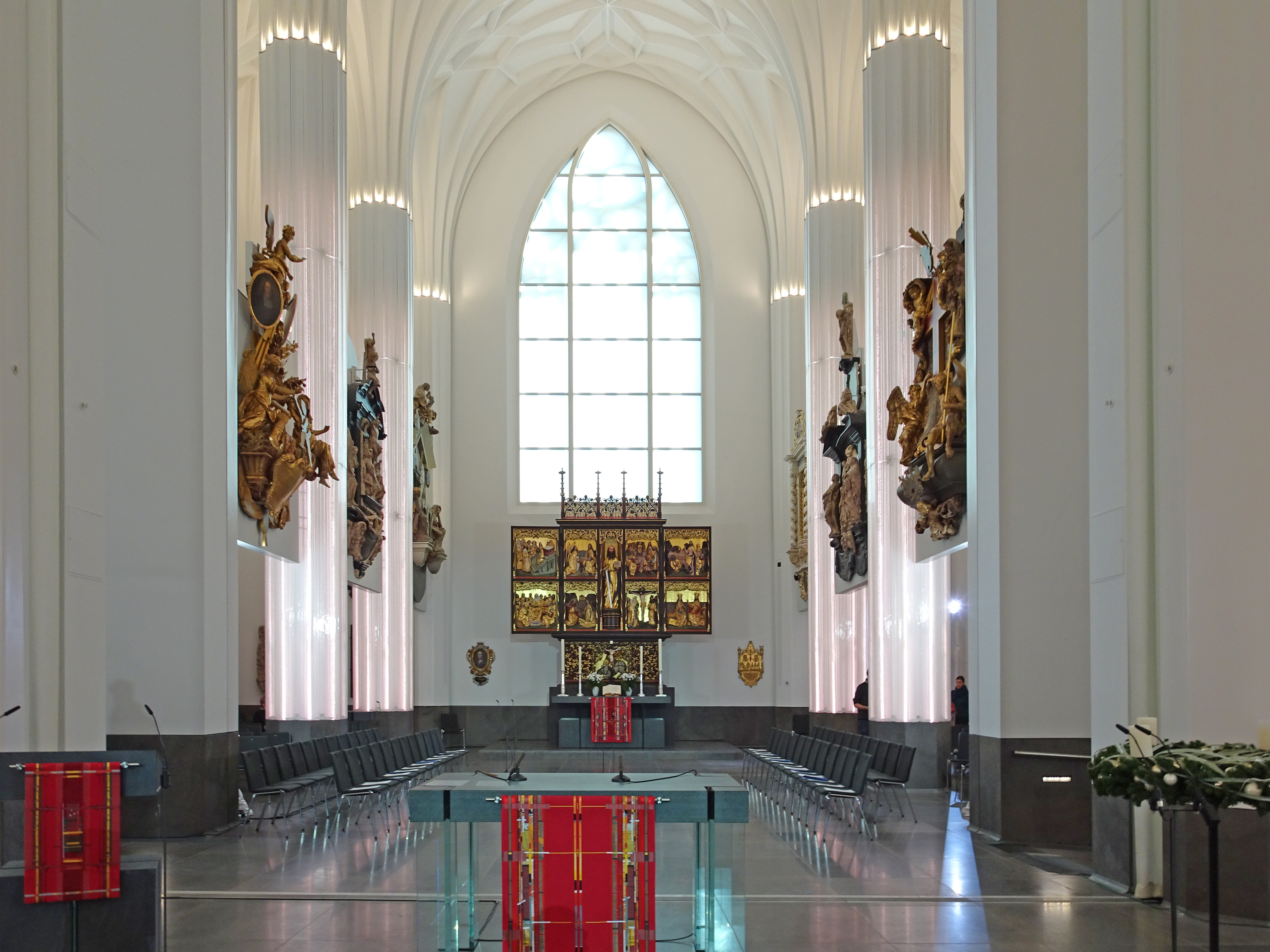
Vista de la sala de pregària, amb personatges i objectes històrics, el dia de la inauguració, 3 de desembre de 2017

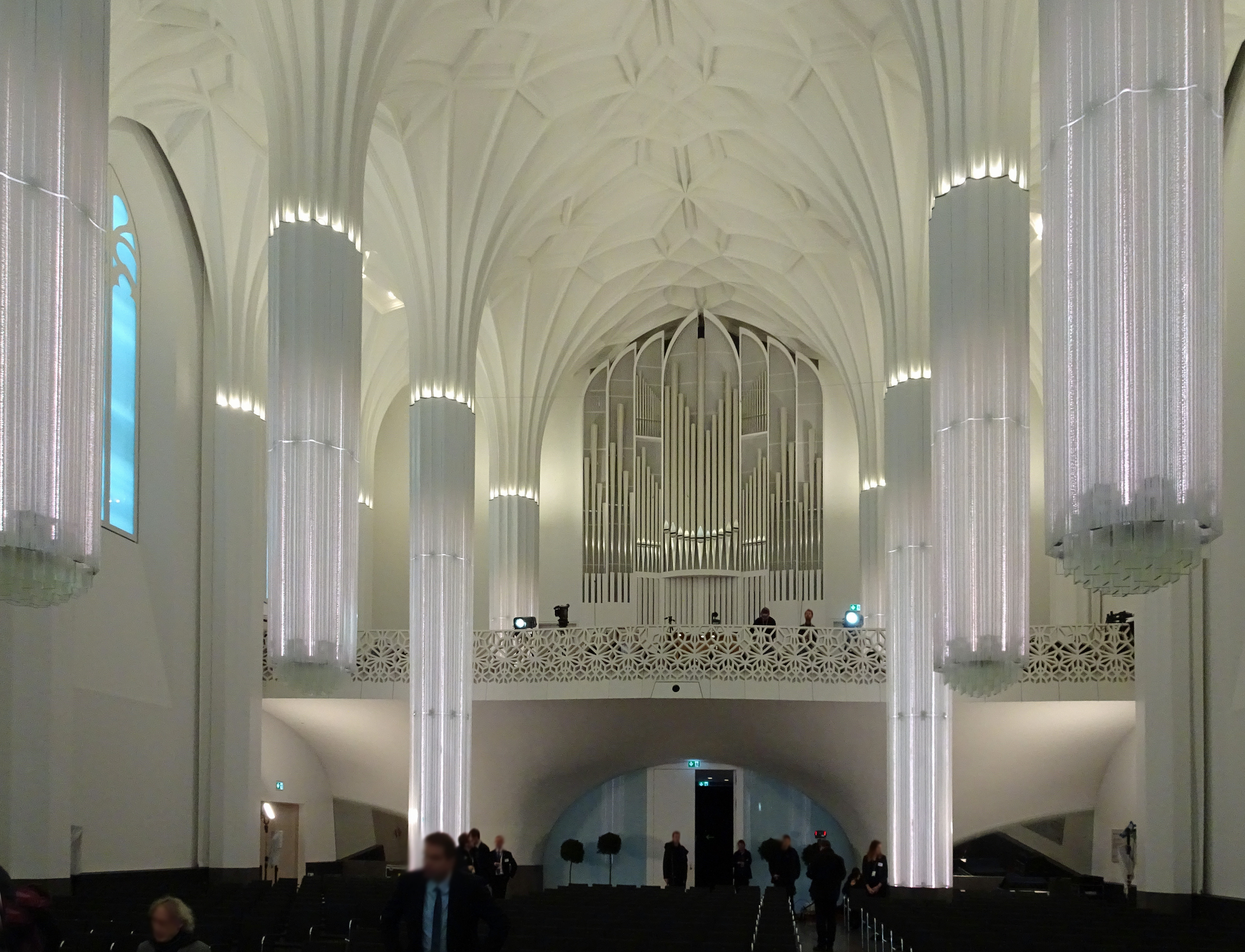
Vista des del cor fins a la sala d'actes

Els nous edificis del campus principal de la universitat s'inspiren en la forma i la forma de l'antiga església. El cor de nova construcció de la universitat inclou una sala per a la pregària comuna i els serveis religiosos regulars, situada exactament al lloc de l'antiga església. Tot el conjunt té una doble funció com a església (utilitzant el nom històric Universitätskirche St. Pauli - Església universitària St. Paul) i com a sala d'actes (Aula). El nom curt de tot l'edifici amb ambdues funcions és Paulinum. El primer servei a la nova església es va celebrar el 6 de desembre de 2009 (el segon diumenge d’Advent), i va incloure una interpretació de la cantata de Bach Nun komm, der Heiden Heiland, BWV 61.

## Galeria

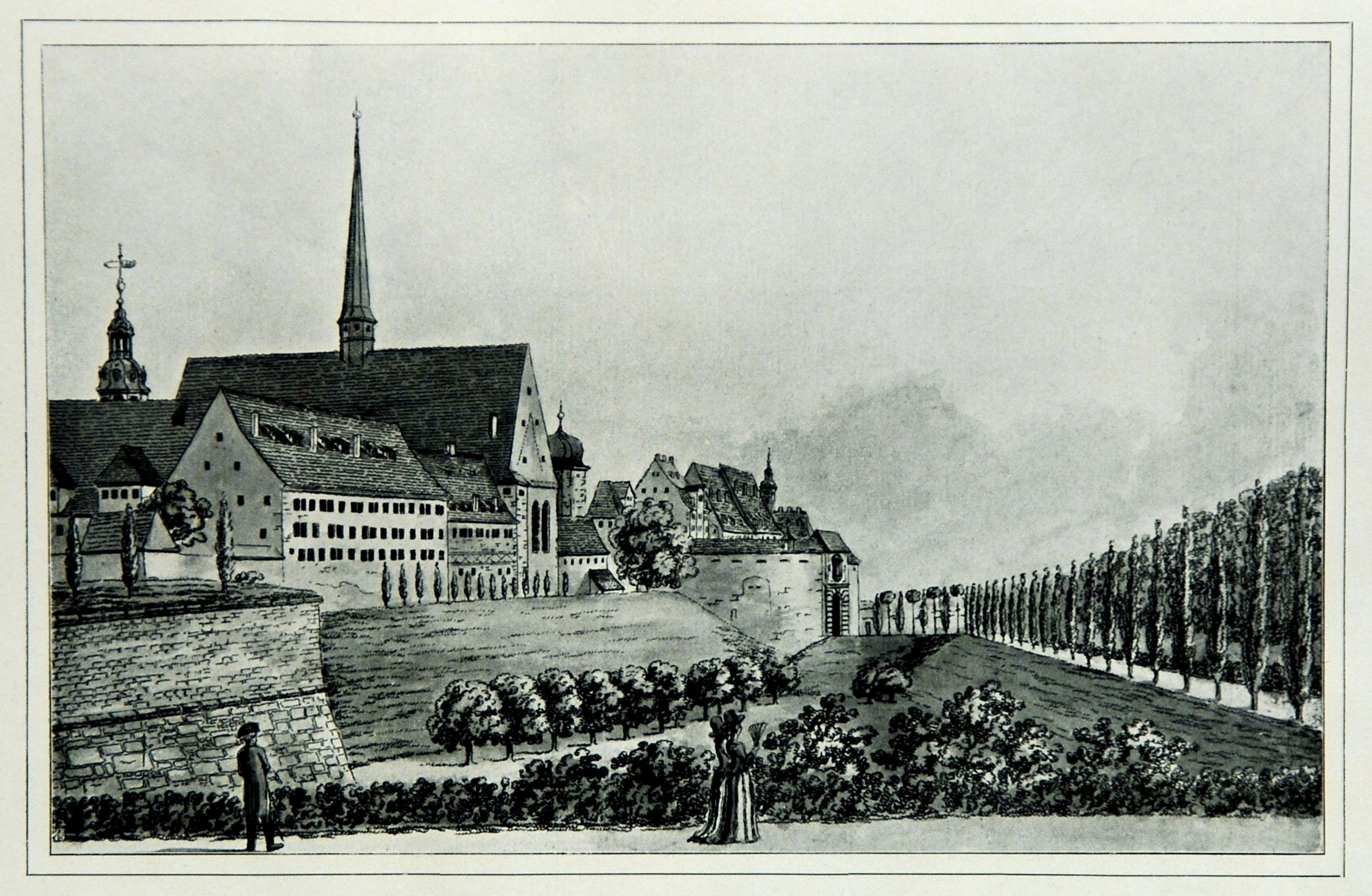
Universitat i la seva església, c. 1800
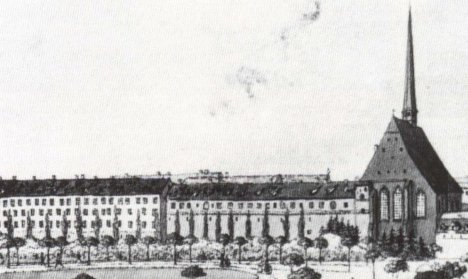
Des de l'est abans de 1830
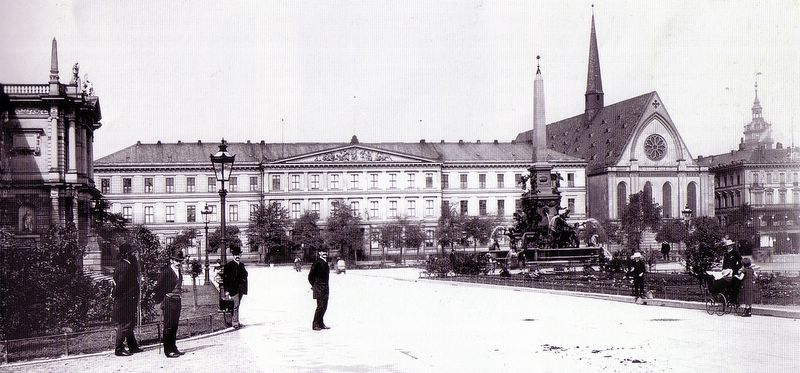
c. 1890, amb l'Augusteum a l'esquerra
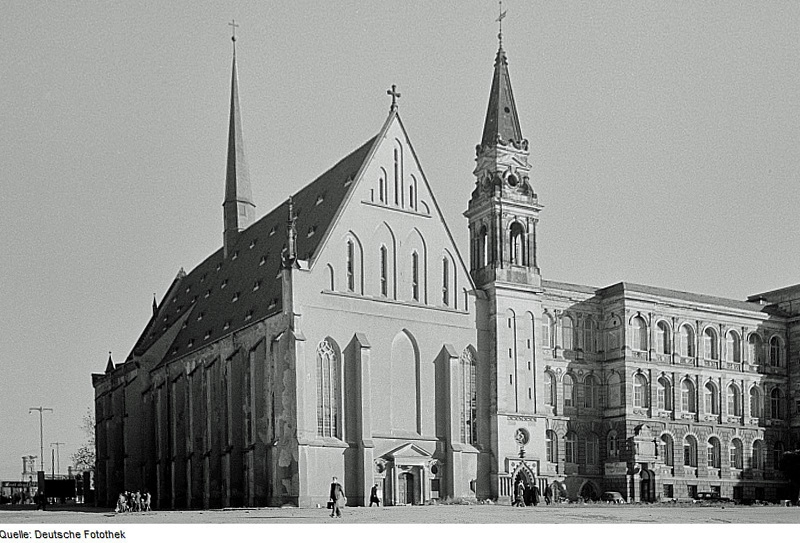
Des de l'oest, 1951